# Die Perle von Tokay (Film)
Die Perle von Tokay ist eine österreichische Verfilmung der gleichnamigen Operette Die Perle von Tokay von Fred Raymond. Unter der Regie von Hubert Marischka spielen Johanna Matz, ihr späterer (ab 1956) Ehemann Karl Hackenberg (1932–2002) sowie Paul Hörbiger und Karl Schönböck die Hauptrollen.

## Handlung
Die Studentin Lilly ist ein fröhliches Wiener Mädel. Als sie eines Tages ihren Onkel Ferencz Körös von Köröshazy, einen General außer Diensten, auf dessen ungarischem Weingut besuchen möchte, muss sie dies leider ohne ihren Verlobten Dr. Joachim Dittersberg tun, da dieser plötzlich erkrankt ist. Unterwegs lernt Lilly den Gutsbesitzer Aladar Féhérvary kennen, der sich trotz des beträchtlichen Altersunterschieds schlagartig in sie verliebt. Aladar ist all das, was der etwas stocksteife, trockene wissenschaftliche Mitarbeiter Joachim nicht ist: Charmant, “alte Schule” und weltgewandt. Lilly ahnt nicht, dass der Gutsbesitzer und ihr Onkel in scharfer Konkurrenz zueinander stehen. Beide kämpfen darum, wer den besten Tokayer-Wein dieses Jahrgangs präsentieren kann.
Da Lilly den Zug zu Onkel Ferencz verpasst hat, nimmt Lilly nolens volens eine Einladung zu einem Weinfest an. An der Seite von Aladar Féhérvary hat sie bei ausgelassener Stimmung viel Spaß, achtet aber darauf, dass ihr der schwere Landwein nicht zu Kopf steigt und sie infolgedessen ihrem Joachim nicht untreu wird. Am nächsten Tag trifft ihr nachgereister Verlobter Dittersberg ein und beide setzen im Zug die Reise zu Onkel Ferencz gemeinsam fort. Es kommt zu allerlei Verwechslungen und Missverständnissen, doch schließlich kann Lilly ihrem alten Onkel Dr. Joachim Dittersberg als ihren zukünftigen Gatten vorstellen und ein rauschendes Hochzeitsfest feiern.

## Produktionsnotizen
Der Film entstand in der zweiten Jahreshälfte 1953 in Wien (Atelieraufnahmen) sowie in Hennersdorf und den Weinanbaugebieten des Burgenlands. Die Uraufführung erfolgte am 2. Februar 1954 in Nürnberg. Die Wiener Premiere erfolgte am 26. Februar 1954, die Berliner am 16. März desselben Jahres.
Produzent Eduard Hoesch übernahm auch die Produktionsleitung. Fritz Jüptner-Jonstorff entwarf die Filmbauten, Gerdago die Kostüme. Ernst Hofbauer assistierte Regisseur Marischka.
Frank Fox übernahm die musikalische Bearbeitung der Komposition von Fred Raymond. An der Zither ist Anton Karas (Der dritte Mann) zu hören. Es tanzt das Ballett der Wiener Staatsoper unter der Leitung von Erika Hanka.

## Kritiken
Der Spiegel schrieb: “Wien vergewaltigt sich selbst: Paul Hörbiger muß seine Heurigen-Weinseligkeit auf bärbeißiges Madjarentum umstellen, Hannerl Matz tanzt paprikamäßig verrökkt Csardas. Fazit: Mäßiger Tokayer – Szegediner – Wiener – Operetten – Gulasch.”
Im Lexikon des Internationalen Films heißt es: „Ansprechend sind nur die Musik und die Tänze des Wiener Staatsopernballetts; die Schauspieler stehen bei so dümmlichen Drehbuchdialogen auf verlorenem Posten.“